# Hillsteineralm
Die Hillsteineralm oder Gschwendtner Alm ist eine Alm in den Bayerischen Voralpen. Sie liegt im Gemeindegebiet von Brannenburg und ist nicht bewirtschaftet.
Das Almgebiet befindet sich in einer Talverschneidung am Kleinen Jenbach südlich unterhalb des Farrenpoint beim Niggelsteig.
Die Alm war bereits auf der Uraufnahme namentlich erwähnt.